# Dirk Jacobus Smit
Dirk Jacobus Smit (* 22. Oktober 1951) ist ein reformierter Theologe.

## Leben
Von 1978 bis 1980 war er Seelsorger der Nederduitse Gereformeerde Kerk in Stellenbosch. Seit 1984 lehrte er als Professor für systematische Theologie an der Universität des Westkaps. Seit 2000 lehrte er als Professor für systematische Theologie an der Universität Stellenbosch. Im Wintersemester 1992 war er Professor für Sozialethik in Marburg. Von 2010 bis 2011 war er Professor für Ethik an der Universität Heidelberg. Seit Juni 2016 ist er Honorarprofessor an der Humboldt-Universität zu Berlin. Seit 1. Juli 2017 ist er Rimmer and Ruth De Vries Professor of Reformed Theology and Public Life am Princeton Theological Seminary.

## Auszeichnungen
- Ehrendoktor der Universität Umeå 2008
- Ehrendoktor der Protestantse Theologische Universiteit 2018